# Michael Andrew Gielen

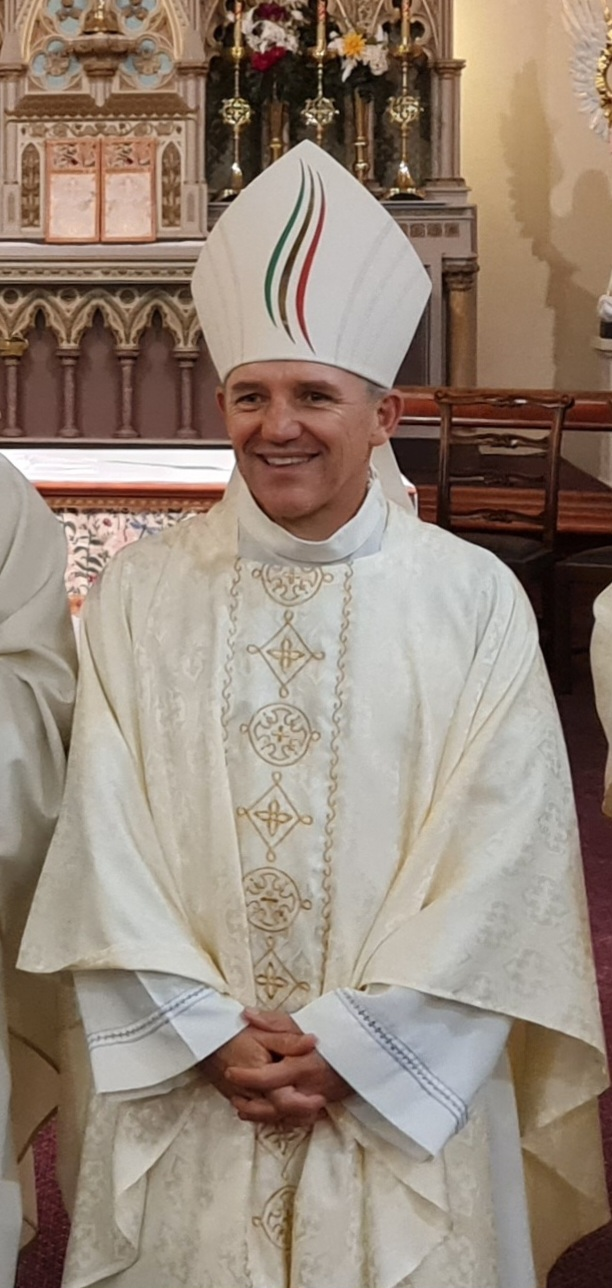
Bischof Michael Gielen 2024

Wappen von Michael Andrew Gielen

Michael Andrew Gielen (* 2. Juni 1971 in Cambridge, Neuseeland) ist ein neuseeländischer Geistlicher und römisch-katholischer Bischof von Christchurch.

## Leben
Michael Andrew Gielen studierte von 1992 bis 1997 Philosophie und Katholische Theologie an der University of Otago. Er empfing am 29. November 1997 durch den Weihbischof in Hamilton in Neuseeland, Max Takuira Matthew Mariu SM, das Sakrament der Priesterweihe.
Von 1997 bis 2002 war Gielen Pfarrvikar in der Pfarrei St. Mary’s Star of the Sea in Gisborne. Ab 1999 war er zudem Mitglied des Priesterrates des Bistums Hamilton in Neuseeland sowie ab 2001 Präsident der Gisborne Ministers Association. 2002 wurde Michael Andrew Gielen Pfarrer der Pfarrei St. Columba in Frankton und der Pfarrei Holy Name in Raglan. 2005 setzte er seine Studien in den USA fort, wo er 2007 an der  Franciscan University of Steubenville einen Master in Katholischer Theologie erwarb.
2007 bis 2012 war Michael Andrew Gielen Pfarrer der Pfarrei St. Thomas More in Mount Maunganui und der Pfarrei St. Patrick in Te Puke. Ab 2009 war er zudem Verantwortlicher für die Berufungspastoral im Bistum Hamilton sowie Mitglied des Priesterrates und des Konsultorenkollegiums. 2014 erwarb Gielen an der Päpstlichen Universität Gregoriana in Rom ein Lizenziat im Fach Spiritualität. Im gleichen Jahr wurde er Ausbildungsdirektor am Priesterseminar Holy Cross in Auckland.
Am 6. Januar 2020 ernannte ihn Papst Franziskus zum Titularbischof von Abbir Maius und zum Weihbischof in Auckland. Der Bischof von Auckland, Patrick Dunn, spendete ihm am 7. März desselben Jahres die Bischofsweihe; Mitkonsekratoren waren der Bischof von Hamilton in Neuseeland, Stephen Marmion Lowe, und der emeritierte Bischof von Palmerston North, Peter James Cullinane.
Am 21. Mai 2022 ernannte ihn Papst Franziskus zum Bischof von Christchurch. Die Amtseinführung fand am 9. Juli statt.
Nach einer Apostolischen Visitation, durch Bischof Robert McGuckin, verwies Gielen Ordensleuten der Söhne des Allerheiligsten Erlösers (Transalpine Redemptoristen) seiner Diözese und er hat ihnen verboten, ihre priesterlichen Dienste in seiner Diözese auszuüben. Dabei beziehe er sich auf ein Schreiben des Ordensdikasteriums nach der Visitation. Die Visitation fand nach Medienberichten statt, laut denen Mitglieder des vorher genannten Ordens unerlaubt Exorzismen durchgeführt hätten. Bei denen sollen mehrere Personen, unter anderem Minderjährige, traumatisiert worden seien. Die Ordensleute stritten diese Vorwürfe ab.